# Најмрачнији сат
Најмрачнији сат (енгл. The Darkest Hour) је научнофантастични и акциони филм из 2011. године, у режији Криса Горака, по сценарију Џона Спејтса. Приказује инвазију ванземаљаца. Главне улоге глуме: Емил Херш, Оливија Терлби, Макс Мингела, Рејчел Тејлор и Џоел Кинаман. Приказан је 22. децембра 2011. године у Русији, а 25. децембра у САД. Зарадио је 65 милиона долара, наспрам буџета од 35 милиона долара.

## Радња
Иза катастрофе стоји непозната ванземаљска врста, која има контролу над електричним мрежама. У Москви, група младих успева да се склони и преживи нападе. Након неколико дана, када изађу, откривају пуст град у коме опасност и даље вреба. Ослоњени само једни на друге, покушаће да преживе.

## Улоге
| Глумац               | Улога        |
| -------------------- | ------------ |
| Емил Херш            | Шон          |
| Оливија Терлби       | Натали       |
| Макс Мингела         | Бен          |
| Рејчел Тејлор        | Ен           |
| Џоел Кинаман         | Скајлер      |
| Дато Бахтадзе        | Сергеј       |
| Гоша Куценко         | Матвеј       |
| Вероника Вернадскаја | Вика         |
| Николај Ефремов      | Саша         |
| Петар Фјодоров       | Антон Баткин |
| Георгиј Громов       | Борис        |
| Артур Смољанинов     | Јуриј        |
| Ана Рудакова         | Тес          |